# Rodolfo Dubó
Rodolfo Dubó Segovia (Punitaqui, Región de Coquimbo, Chile, 11 de septiembre de 1953) es un exfutbolista profesional chileno que jugaba de mediocampista y que representó a la Selección de fútbol de Chile en la Copa Mundial de Fútbol de 1982.

## Trayectoria

### Como jugador
Se inició en las divisiones inferiores de Deportes Ovalle, club donde debutó como futbolista profesional en 1972. En 1975 llega al Club Deportivo Palestino donde obtiene el título de la Copa Chile 1975 y 1977, y el campeonato nacional de 1978, en un plantel inolvidable de los tricolores, integrado, entre otros, por Elías Figueroa, Edgardo Fuentes, Manuel Rojas, Sergio Messen y Oscar Fabbiani. Disputó con Palestino tres Copa Libertadores en 1976, 1978 y 1979, llegando a semifinales en esta última edición.
Luego de un breve paso por Universidad de Chile entre 1983 y 1984, vuelve a Palestino para ser subcampeón del campeonato nacional de 1986 donde el club árabe pierde la definición del título ante Colo-Colo por 0-2. 
Es el jugador que ha jugado el mayor número de partidos oficiales por Palestino con 463, se incluyen 329 partidos de Primera división, 104 partidos de Copa Chile, 11 juegos de Copa Libertadores y 19 partidos de liguillas.
Se retira del fútbol profesional jugando por Deportes Lozapenco en 1989, logrando el título de campeón de la Tercera División de aquel año. Junto con Mario Soto Benavides, Dubó fue una de las figuras que incentivaron una gran afluencia de público al Estadio Lozapenco.

### Como entrenador
Tuvo una breve carrera como entrenador, dirigió a Deportes Barnechea en 1997 y 1998, a Unión La Calera donde logró el título de la Tercera División el año 2000, dirigió a Deportes Melipilla en 2001 y luego fue técnico de San Luis de Quillota en 2001 y 2002.
Fue el ayudante técnico de José Sulantay en la selección de fútbol sub-20 de Chile entre 2004 y 2007, cuando fue forjada la Generación Dorada del fútbol chileno.

## Selección nacional
Con la selección de fútbol de Chile debutó el 26 de enero de 1977, disputando un total de 46 partidos y anotando tres goles, disputó las Eliminatorias para la Copa Mundial de Argentina 1978, la Copa América 1979, la Copa del Mundo España 1982 y la Copa América 1983.

### Participaciones en Copas del Mundo
| Mundial              | Sede   | Resultado    | PJ | G |
| -------------------- | ------ | ------------ | -- | - |
| Copa Mundial de 1982 | España | Primera fase | 3  | 0 |

### Participaciones en Copas América
| Torneo            | Sede          | Resultado    | PJ | G |
| ----------------- | ------------- | ------------ | -- | - |
| Copa América 1979 | Sin sede fija | Subcampeón   | 4  | 0 |
| Copa América 1983 | Sin sede fija | Primera Fase | 4  | 2 |

### Participaciones en Clasificatorias a Copas del Mundo
| Eliminatorias                | País      | Resultado   | Posición | PJ | G |
| ---------------------------- | --------- | ----------- | -------- | -- | - |
| Eliminatorias Argentina 1978 | Argentina | Eliminado   | 2º       | 2  | 0 |
| Eliminatorias España 1982    | España    | Clasificado | 1º       | 4  | 0 |

## Clubes

### Como jugador
| Club                 | País  | Año       |
| -------------------- | ----- | --------- |
| Deportes Ovalle      | Chile | 1972-1974 |
| Palestino            | Chile | 1975-1983 |
| Universidad de Chile | Chile | 1983-1984 |
| Palestino            | Chile | 1985-1988 |
| Deportes Lozapenco   | Chile | 1989      |

### Como entrenador
| Club               | País  | Año       |
| ------------------ | ----- | --------- |
| Barnechea          | Chile | 1997-1998 |
| Unión La Calera    | Chile | 2000      |
| Deportes Melipilla | Chile | 2001      |
| San Luis           | Chile | 2001-2002 |

## Palmarés

### Como jugador
| Título             | Club             | País  | Año  |
| ------------------ | ---------------- | ----- | ---- |
| Copa Chile         | Palestino        | Chile | 1975 |
| Copa Chile         | Palestino        | Chile | 1977 |
| Primera División   | Palestino        | Chile | 1978 |
| Deportes Lozapenco | Tercera División | Chile | 1989 |

### Como entrenador
| Título           | Club            | País  | Año  |
| ---------------- | --------------- | ----- | ---- |
| Tercera División | Unión La Calera | Chile | 2000 |